# Iskra, Plovdiv
Iskra (în bulgară Искра) este un sat în comuna Părvomai, regiunea Plovdiv,  Bulgaria. 

## Demografie
Componența etnică a satului Iskra
     Turci (15,92%)
     Bulgari (81,91%)
     Nicio identificare (1,11%)
     Altele (1,25%)
La recensământul din 2011, populația satului Iskra era de 1.438 locuitori. Din punct de vedere etnic, majoritatea locuitorilor (81,91%) erau bulgari, cu o minoritate de turci (15,92%). Pentru 1,11% din locuitori nu este cunoscută apartenența etnică.